# Yasmin (film)
Yasmin is een film uit 2005 die laat zien hoe het leven van een jonge vrouw in een moslimgemeenschap in Noord-Engeland verandert na de Terroristische aanslagen op 11 september 2001. Met in de hoofdrollen Archie Panjabi (bekend van de tv-producties Sea Of Souls, Bend It Like Beckham, East Is East en de films The Constant Gardener en Memento) en Ren Setna ('Bridget Jones's'Diary'). Regisseur is Kenneth Glenaan en het script is van Simon Beaufoy (The Full Monty, Among Giants).
De film werd tijdens het 27ste Noordelijk Film Festival in Leeuwarden uitgeroepen tot publiekswinnaar en won eerder ook de publieksprijs van het Dinard British Film Festival en de Prize of the Ecumenical Jury tijdens het International Film Festival van Locarno.
Yasmin vertelt het verhaal van een Brits-Aziatische moslimvrouw in de 21ste eeuw, vanuit haar eigen oogpunt: dat van een sterke en verwesterde Pakistaanse vrouw die in Engeland werkt, maar tegelijkertijd in haar eigen traditionele cultuur leeft. Juist als ze op het punt staat te kiezen voor de westerse leefstijl, drijven de aanslagen van 11 september 2001 de verschillende bevolkingsgroepen in Engeland uit elkaar. Glenaan heeft met de film Yasmin een positief tegengeluid willen laten horen richting de steeds vijandiger agerende bevolkingsgroepen in Groot-Brittannië.